# Nature Medicine
Nature Medicine es una revista médica mensual revisada por pares publicada por Nature Portfolio que cubre todos los aspectos de la medicina. Se estableció en 1995. La revista busca publicar artículos de investigación que "demuestren una visión novedosa de los procesos de la enfermedad, con evidencia directa de la relevancia fisiológica de los resultados". Al igual que con otras revistas de Nature, no hay un consejo editorial externo, y las decisiones editoriales las toma un equipo interno, aunque la revisión por pares de  expertos externos forma parte del proceso de revisión. El redactor jefe es João Monteiro. 
Según Journal Citation Reports , la revista tiene un factor de impacto de 87,241 en 2021, lo que la ubica en el primer lugar entre 296 revistas en la categoría "bioquímica y biología molecular".

## Métricas de revista
2022
- Web of Science Group :53,44
- Índice h de Google Scholar:576
- Scopus: 35.091

La revista ocupa el puesto 4º en el apartado de Ciencias Médicas y de la Salud en Google Scholar